# Carl Friedrich Schmidt

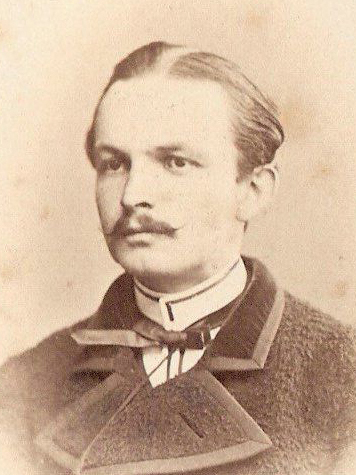
Carl Friedrich Schmidt

Carl (ou Karl) Friedrich Schmidt ( 1811 – 1890 ) foi um botânico alemão, especialista em espermatófitas e um reconhecido e prolífico ilustrador botânico e gravador que ilustrou muitas das obras botânicas alemãs do século XIX.

## Biografia
Ele era especialista em espermatófitas e renomado artista e litógrafo. Ele também foi um prolífico artista botânico que ilustrou muitas das obras botânicas germânicas do período. Ele não deve ser confundido com o botânico-geólogo da Livônia/Russo, Carl Friedrich, também conhecido como Fyodor Bogdanovich Schmidt (1832-1908)
Em 1832, Carl casou-se com Christiane Johanne Kast e eles tiveram pelo menos um filho, Johann Christian Julius Schmidt, nascido em 1833 em Blankenburg am Harz, Alemanha.
Com Otto Karl Berg (1815-1866), as obras de Carls foram publicadas em Darstellung und Beschreibung na Pharmacopoea Sämtliche Borussica offizinellen Gewächse aufgeführten (1853). Berg foi professor de botânica farmacêutica na Universidade de Berlim. Schmidt desenhou e litografou as placas.
Eles também publicaram a Pharmacopoea Borusica aufgeführten ofizinellen Gewächse em 1846.
C.F. Schmidt foi um artista colaborador da obra Medizinal Pflanzen de Köhler, publicada como Gera-Untermhaus: FE Köhler, [1883-1914] Medizinal Pflanzen, em 1887 em Gera, uma cidade alemã do centro-leste, ao sul de Leipzig. O conjunto de quatro volumes foi um feito digno de nota e incluiu plantas de interesse medicinal de diversas nações europeias. Foi descrito por Sitwell e Blunt como "Do ponto de vista botânico, a melhor e mais útil série de ilustrações de plantas medicinais". O Medizinal Pflanzen de Köhler foi editado por Gustav Pabst, um botânico alemão.
A característica marcante da publicação são suas quase 300 ilustrações minuciosamente detalhadas, habilmente desenhadas pelos artistas L. Müeller e C.F. Schmidt, que foram habilmente reproduzidos por K. Gunther em cromolitografia. Cromolitografia é o processo de renderização de imagens em placas de pedra ou zinco e, em seguida, pintá-las com tintas coloridas para produzir imagens coloridas.
Ver também
Carl Friederich Scmidt